# Зеленкова, Екатерина Павловна
Екатерина Павловна Зеленкова (род. 28 февраля 1999) — российская гандболистка, играющая на позиции правой полусредней в клубе «Ростов-Дон». Игрок сборной команды России по гандболу.

## Карьера
Екатерина Зеленкова начала играть за основную команду «Астраханочка» с 2015 года, ранее выступая за дубль и другие молодёжные составы астраханского клуба. Зеленкова продолжала выступать также и в составе «Астраханочки-2». В 2016 году её клуб завоевал бронзовые медали чемпионата России. В сезоне 2017/2018 Зеленкова выступала за клуб «Ставрополь СКФУ», где играла в аренде до февраля 2018 года.
В составе молодёжной сборной России на чемпионате мира среди девушек до 17 лет завоевала серебро в 2015 году, а в следующем году стала чемпионкой на первенстве мира до 18 лет. Она также входила в состав сборной до 19 лет, завоевавшей серебро на чемпионате Европы 2019 года, однако награды была лишена из-за допинговых нарушений сборной. На чемпионате мира среди девушек до 20 лет стала четвёртой. Зеленкова дебютировала в составе основной сборной России в отборочном матче к чемпионату мира 2021 года против сборной Турции.